# Cap de cérvol
Cap de cérvol és una pintura a l'oli admesa per la major part de la crítica com a obra de Velázquez. Es conserva al Museu del Prado de Madrid des de 1975 per donació de Fernando de Aragón y Carrillo de Albornoz, marquès de Casa Torres, que l'havia adquirit en 1920.
A excepció d'Enriqueta Harris, que no la cita, i Bernardino de Pantorba, que en 1955 expressava els seus dubtes, la crítica ha admès la segura autoria de la tela, conservada en bon estat malgrat alguna pèrdua de pintura en els marges i sense que es pugui excloure algun retall.
Quant a la seva datació i origen existeixen però notables diferències entre els crítics. Cal tenir present la forma d'aplicar les pinzellades, ràpides i precises, sense rectificacions significatives, i els tocs de llum brillant, amb pinzellades molt empastades en el celatge, que creen amb elles una aureola lluminosa amb que es ressalta la pell bruna de l'animal. Aquesta tècnica que seria comparable a la manera de procedir en el retrat eqüestre del príncep Baltasar Carlos de 1636, la majoria dels crítics tendeixen a datar-la a la fi de la dècada de 1630. Per a José López-Rey, però, podria datar-se entre 1626 i 1628, relacionant la seva pintura amb una notícia que conté l'inventari del Palacio Real de Madrid de 1636 on s'esmentava una «cornamenta de ciervo» pintada per Velázquez i localitzada en el Pasadizo de la Encarnació amb la inscripció: «Le mató el Rey nuestro Sr. Phe. quarto el año 1626». L'estudi tècnic efectuat en el Museu del Prado permetria confirmar la hipòtesi de López-Rey quant a les dates de la seva execució, per la tècnica de preparació de la tela, i la forma d'aplicar la pintura, que és la pròpia dels anys 1626-1628.
Inicialment, les mesures que es donaven per la cornamenta de ciervo en l'inventari de 1636 eren aproximadament de 105 × 105 cm. El mateix cap de cérvol s'esmentà en l'inventari de 1700, on es deia que no es taxava per trobar-se en mal estat. A aquest fet, caldria afegir els danys soferts en l'incendi de l'Alcàsser de 1734, del que es va salvar un cap de cérvol amb la seva cornamenta, i per a la qual es donaven unes dimensions una mica més grans. No es tornaria a esmentar en les col·leccions reials després de 1747. Aquestes circumstàncies fan que resulti problemàtica la relació entre aquest Cap de cérvol, de menor grandària i bon estat de conservació, i la descrita en els esmentats inventaris reials.

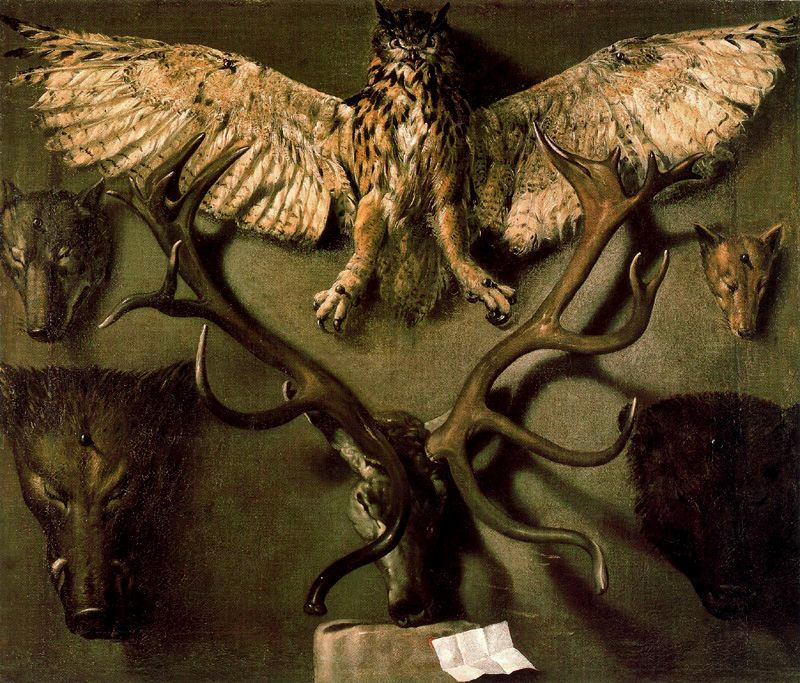
Banya de cérvol, oli sobre llenç, 127 × 150 cm, Patrimoni Nacional.

Per altra banda, s'ha proposat també identificar l'obra descrita en aquests inventaris amb la Cuerna de venado propietat del Patrimoni Nacional i dipositada actualment en el Palau del Pardo, a la qual sembla correspondre millor la descripció com cuerna que a l'animal viu retratat en la tela del Prado. Adquirida, sense atribució, al marquès de Salamanca per Isabel II, va anar ja descrita en relació amb Velázquez per Antonio Ponz, quan pertanyia a l'infant don Luis en el Palau de Villaviciosa de Odón: «Per de Velázquez s'estima un quadre que hi ha un mussol pintat i diversos caps de caça morta». La hipòtesi, recollida per A. E. Pérez Sánchez, suposa que sobre la cornamenta original de Velázquez s'hauria procedit a una àmplia restauració per recuperar les parts malmeses, afegint el mussol i els caps restants per enriquir la composició. Uns afegits que no serien tampoc menyspreables, ja que haurien estat realitzats potser per Juan García de Miranda o algun altre pintor coneixedor de la pintura del segle xvii. A Velázquez li correspondria únicament el paper blanc, la pedra en què es recolza, i la mateixa banya sobre un fons llis de tonalitat castany-verdós, sobre el qual es projecta l'ombra de les astes. L'atribució a Velázquez d'aquesta tela, fins i tot amb les excepcions assenyalades, no ha estat presa en consideració, entre d'altres, per José López-Rey i Jonathan Brown, els quals l'exclouen amb vincles amb el catàleg de Velázquez.